# Rotköpfige Florfliege

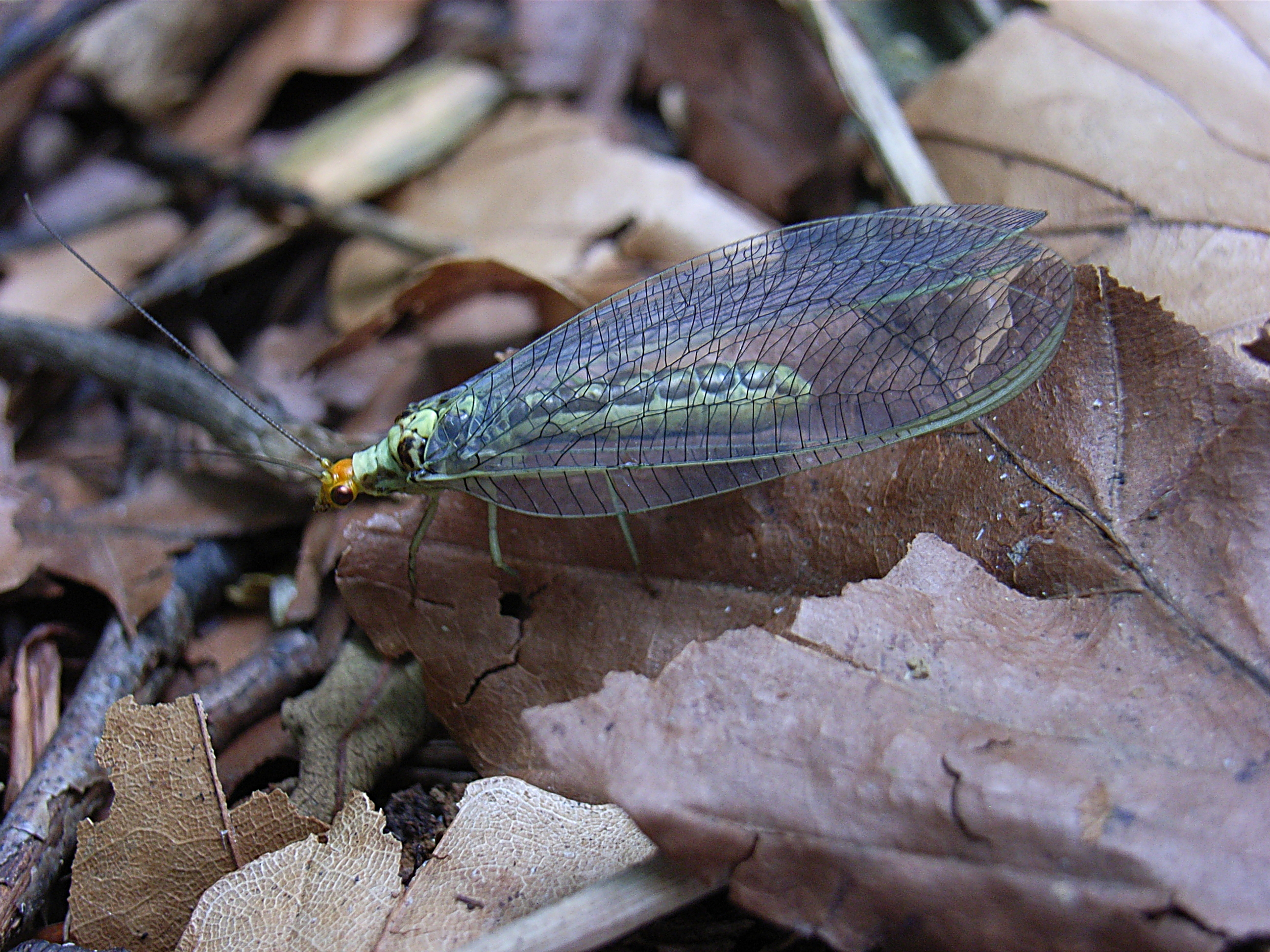
Abb. 1: Rotköpfige Florfliege

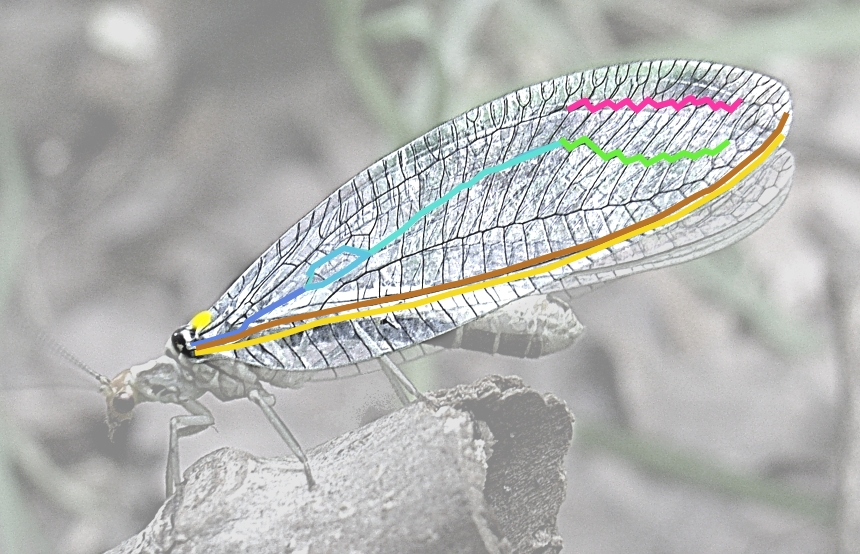
Abb. 2: Wichtige Bezeichnungen am Vorderflügel
gelb:Jugalfeld
ocker: Subcosta; braun: Radius
blau: Media Posterior MP; türkis: MP1 und MP2; hellblau: Pseudomedia
grün: Innere Gradatenreihe;
pink: äußere Gradatenreihe

Die Rotköpfige Florfliege (Nothochrysa fulviceps) ist ein Netzflügler aus der Familie der Florfliegen (Chrysopidae). Man bekommt das ungewöhnlich große Tier selten zu sehen, da es sich vorzugsweise im Wald und an Waldrändern in einer Höhe von mehreren Metern über dem Boden aufhält.

## Merkmale
Die Rotköpfige Florfliege zählt zur Unterfamilie Nothochrysinae. Diese wird als ursprünglichste der drei Unterfamilien der Florfliegen betrachtet. Im Unterschied zu den beiden anderen Unterfamilien haben die Nothochrysinae kein Hörorgan an der Basis der Vorderflügel. Auch ist der Vorderflügel an der Basis nach hinten leicht ausgebuchtet (Jugalfeld, in Abb. 2 gelb). Über eine kleine Borste am Hinterflügel (Frenulum) sind Vorder- und Hinterflügel miteinander verhakt. Vorder- und Hinterflügel sind ähnlich gebaut und reich geadert. Der Vorderrand der Flügel wird durch die Längsader Costa gebildet. Die beiden folgenden Längsadern, Subcosta und Radius, verlaufen mit kleinem Abstand parallel zueinander. (Abb. 2, ocker und braun). Der Bereich zwischen der Costa und Subcosta, das Kostalfeld (in Abb. 2 am unteren Flügelrand), wird durch viele Queradern, die ungegabelt sind, unterteilt. Eine Längsader, die hintere Mediane (MP, in Abb. 2 dunkelblau) spaltet sich in zwei Adern auf (MP1 und MP2, in Abb. 2 hellblau) und vereint sich dann wieder als Pseudomediane (Psm, in Abb. 2 türkis). Diese Pseudomediane verläuft nicht geradlinig, sondern in einer flachen Zickzacklinie bis zur  inneren Zickzackader (Gradatenreihe, in Abb. 2 grün) und erreicht nicht, wie bei Unterfamilie Chrysopinae, die äußere Gradatenreihe (in Abb. 2 pink). 
Der rötliche Kopf trägt zwei vorstehende Komplexaugen, die metallisch golden glänzen. Punktaugen (Ocelli) fehlen. Die vielgliedrigen Fühler erreichen etwa das Hinterleibsende. Die Mundwerkzeuge zeigen senkrecht nach unten (orthognath) und sind vom beißenden Typ. Die Mandibeln sind kräftig. Die Kiefertaster sind dreigliedrig, die Lippentaster fünfgliedrig. 
Der Brustabschnitt trägt seitlich eine dunkelbraune Zeichnung und ist nicht einfarbig rotbraun. Die Beine haben fünfgliedrige  Tarsen, die gleich gebaut (homonom) sind. Die Krallen sind an der Basis verbreitert. Die Flügel überragen mit einer Länge von 19 bis 25 Millimetern den Hinterleib bei weitem. Sie sind durchsichtig und farblos. 
Der Hinterleib besteht aus neun sichtbaren Gliedern, die ersten acht tragen ein Stigmenpaar.

## Larven
Die Larven haben drei ausgebildete Beinepaare und leben räuberisch. Der Kopf ist nach vorne gestreckt und trägt lange spitze Kiefer. Die Antennen sind fadenförmig und länger als die Kiefer. Auf jeder Kopfseite befinden sich sechs Punktaugen.

## Verbreitung
Die Art wird lediglich zerstreut in Europa gefunden, dabei fallen sowohl Nordeuropa als auch das Mittelmeergebiet nicht in das Verbreitungsareal. Es sind nur Fundorte bekannt, die unter 500 m Seehöhe liegen.

## Lebensweise
Die adulten Tiere können nicht besonders gut fliegen (Flatterflug). Sie sind dämmerungsaktiv und ernähren sich von Honigtau und Pollen. Die Larven leben wie bei fast allen Florfliegen räuberisch. Die chitinisierten Teile der von ihnen ausgesaugten Beutetiere werden auf dem Rücken durch lange hakig gekrümmte Borsten angeheftet (Debris-carrier). Die Verpuppung erfolgt in einem Kokon. 
Die Art entwickelt sich vermutlich ausschließlich in Laubhölzern. Wahrscheinlich gibt es drei Larvenstadien. Adulte Tiere wurden nur vereinzelt und an Laubbäumen gefangen (Eichen, Feldahorn, Hainbuche), dabei werden warme Laubmischwälder ohne Nadelbäume bevorzugt. Man findet die Imagines von Mai bis September, dabei ist unklar, ob es sich um ein oder zwei Generationen handelt. Die Überwinterung erfolgt im Stadium der Präpuppa.